# Hippocampus angustus
Hippocampus angustus is een  straalvinnige vissensoort uit de familie van zeenaalden en zeepaardjes (Syngnathidae). De wetenschappelijke naam van de soort is voor het eerst geldig gepubliceerd in 1870 door Günther.
De soort staat op de Rode Lijst van de IUCN als Niet bedreigd, beoordelingsjaar 2017.